# Bryum calophyllum
Bryum calophyllum là một loài Rêu trong họ Bryaceae. Loài này được R. Br. mô tả khoa học đầu tiên năm 1823.